# Provinz Chiloé
Die Provinz Chiloé (spanisch Provincia de Chiloé) ist eine Provinz in der chilenischen Región de los Lagos. Die Hauptstadt ist Castro. Beim Zensus 2017 lag die Einwohnerzahl bei 168.185 Personen.

## Geographie
Die Provinz besteht aus dem gesamten Chiloé-Archipel (einschließlich der Insel Chiloé) mit Ausnahme der Desertores-Inseln. Die Hauptinsel der Provinz ist Chiloé (Isla Grande de Chiloé), die nächstgrößten Inseln sind Quinchao, Lemuy und Talcán. Geomorphologisch stellt der Archipel einen Teil der Cordillera de la Costa dar. Die Inseln sind von zahlreichen Kanälen durchzogen.

## Gemeinden
Die Provinz Chiloé gliedert sich in zehn Gemeinden:
- Ancud
- Castro
- Chonchi
- Curaco de Vélez
- Dalcahue
- Puqueldón
- Queilén
- Quellón
- Quemchi
- Quinchao